# فرودگاه شهری نشوا
فرودگاه شهری نشوا (به انگلیسی: Nashua Municipal Airport) (به زبان بومی: Boire Field) یک فرودگاه همگانی بهره‌برداری هوایی با کد یاتا ASH است که یک باند فرود آسفالت دارد و طول باند آن ۱۶۷۷ متر است. این فرودگاه در کشور ایالات متحده آمریکا قرار دارد و در ارتفاع ۶۰٫۷ متری از سطح دریا واقع شده‌است.